# Помазанский, Михаил Иванович
Михаи́л Ива́нович Помаза́нский (6 (19) ноября 1888, Корысть, Волынская губерния — 4 ноября 1988, Джорданвилл) — священнослужитель Русской православной церкви заграницей, протопресвитер, богослов.

## Биография
Родители его, протоиерей Иван Иванович и мать Вера Григорьевна, происходили из потомственных священнических семейств.
Девяти лет о. Михаил был отдан в Клеванское Духовное Училище. По окончании Училища Михаил поступил в Волынскую Духовную Семинарию в Житомире, где на него обратил особое внимание архиепископ Антоний (Храповицкий). Окончил Киевскую Духовную Академию (1912), получив диплом кандидата богословия.
В 1912 году назначен противосектантским миссионером в Тирасполь.
В 1913 году после женитьбы на дочери священника Вере Федоровне Шумской стал преподавателем Калужской духовной семинарии.
В 1916 году вернулся на Волынь и стал преподавать русскую словесность при женской гимназии в г. Ровно.
С 1920 по 1934 год преподавал в Ровенской русской гимназии.
В 1936 году после аудиенции у митрополита Варшавского Дионисия был рукоположён во священники, назначен редактором еженедельной церковной газеты «Слово» и зачислен в клир Свято-Марие-Магдалинского Варшавского собора первым помощником протопресвитера Терентия Теодоровича, где прослужил до июня 1944 года.
После эвакуации из Варшавы проездом был в Братиславе, затем 4 года жил в лагерях ДП в Германии, сначала в Мёнхегофе, затем в Шляйсхайме. В Мюнхене о. Михаил редактировал орган Синода РПЦЗ «Церковная Жизнь» и был секретарём Миссионерского комитета Синода.
В 1949 году семья Помазанских эмигрировала в США и поселилась в селении Джорданвилл. Архиепископ Виталий (Максименко) назначил о. Михаила преподавателем Свято-Троицкой духовной семинарии. О. Михаил преподавал греческий, церковно-славянский языки и догматическое богословие. Активно участвовал в периодических изданиях РПЦЗ — писал статьи, трактаты, брошюры, книги.
Он является автором учебника для семинарий «Православное Догматическое Богословие» (1963 г.). Это учебник был переиздан в современной России в 1990-е годы.
18 марта 1982 года скончалась его супруга.
Скончался 4 ноября 1988 года, за несколько дней до столетнего юбилея. Похоронен на кладбище Свято-Троицкого монастыря в Джорданвилле.

## Книги
- Христос, Церковь и государство: Доклад, прочитанный в XIII духовном собрании, организованном в Варшаве Братством православных богословов. — Варшава: Варшавская синодальная типография, 1938.
- О церкви Христовой в свете веры православной : вне общения с небесной церковью нет церкви христовой. — Jordanville, N. Y. : Свято-Троицкий монастырь, 1953. — 76 с.
- Причтение к лику святых в Православной церкви. — Jordanville (N. Y.) : Holy Trinity monastery, 1953. — 18 с.
- Опасное начинание : (о замене имеющегося рус. текста Священ. Писания Нов. Завета новым пер.). — Jordanville, N. Y. : Holy Trinity monastery, 1954. — 21 с.;
- В мире молитвы : краткие сведения о православном богослужении. — Jordanville, N.Y. : Holy Trinity monastery, 1957. — 72 с.
- О вере : апологетические заметки. — Jordanville, N.Y. : Holy Trinity Russian orthodox monastery, 1960. — 24 с.
- Ветхий Завет в Новозаветной Церкви : (апологет. очерк). — Jordanville, N. Y. : Holy Trinity Russian orthodox monastery, 1961. — 38 с.
- Церковь Христова и современное объединительное движение в христианстве : Докл., прочит. на XV Епарх. собр. — Jordanville (N. Y.) : Holy Trinity Russ. orthodox monastery, 1962. — 17 с.
- Православное догматическое богословие в сжатом изложении. — Jordanville (N. Y.) : Holy Trinity monastery, 1963. — 252, [4] с.
  - Православное догматическое богослужение : в сжатом изложении : (поправленное и пополненное автором в 1981 г.). — Platina (Calif.) : St. Herman of Alaska brotherhood press, 1992. — 283 с.
- О жизни, о вере, о церкви : сборник статей : (1946—1976). — Вып. 1: Жизнь в церкви. — Jordanville, N. Y. : Holy Trinity Monastery, 1976. — 333, [2] с.
- О жизни, о вере, о церкви : сборник статей : (1946—1976). — Вып. 2: Вера Церкви и человеческий разум ; Жизнь в её таинственности и в свете веры ; Из области минувшего ; Живем надеждой. — Jordanville, N. Y. : Holy Trinity Monastery, 1976. — 317, [1] с. (Тип. преп. Iова Почаевского).
- Бог наш на небеси и на земли вся, елика восхоте, сотвори (Пс. 113, 11) : апологетические очерки (1978—1982). — Джорданвилль : Свято-Троицкий монастырь, 1985 (Тит. л. 1984) (Тип. преп. Iова Почаевского). — 124 с.
- Догмат о вере. — М.: Московское подворье Св.-Троицкой Сергиевой лавры, 1995. — 124 с.
- Догматическое богословие. — Клин : Фонд «Христианская жизнь», 2001. — 346 с.
  - Догматическое богословие. — Клин : Христианская жизнь, 2015. — 350 с. — ISBN 978-5-93313-180-9 — 5000 экз.
- Мысли о православии. — М. : [Лепта-Пресс], 2004. — 624 с. — (Религиозно-философская серия. Сер. Испытание мудростью; вып. 12). — ISBN 5-98194-008-5